# 12118 Mirotsin
A 12118 Mirotsin (ideiglenes jelöléssel 1999 NC9) a Naprendszer kisbolygóövében található aszteroida. A LINEAR projekt keretében fedezték fel 1999. július 13-án.